# Withius litoreus
Espèce
Synonymes
- Allowithius litoreus Beier, 1935

Withius litoreus est une espèce de pseudoscorpions de la famille des Withiidae.

## Distribution
Cette espèce est endémique du Kenya. Elle se rencontre vers le lac Turkana.

## Publication originale
- Beier, 1935 : Arachnida I. Pseudoscorpionidea. Mission Scientifique de l'Omo, Muséum National d'Histoire Naturelle, Paris. vol. 2, p. 117-129